# UARS
UARS（Upper Atmosphere Research Satellite、和訳：上層大気観測衛星）(ユアーズ)はアメリカ合衆国の科学衛星。地球の上層大気、特にオゾン層を観測することが目的であった。

## 概要
1991年9月12日、STS-48ミッションにおいてディスカバリーから軌道上で放出された。2005年12月15日に運用を終了し、高度を下げるマヌーバを行った後、軌道上に放置されていた。2010年10月26日には国際宇宙ステーションがUARSを避けるためにデブリ回避マヌーバを実施した。2011年9月24日に大気圏に再突入し、消滅した。

## 観測機器
10の観測機器が搭載され、そのうちWINDIIはカナダNRCによる提供である。
- SOLSTICE（太陽放射測定用分光計）-太陽スペクトル放射照度
- SUSIM（太陽紫外放射測定用分光計）-太陽フラックスの変動
- PEM（高エネルギー電子・陽子測定装置）
- CLAES（大気測定用走査型冷却剤冷却式地球周縁赤外分光計）-大気中の窒素・塩素、オゾン破壊種、微量成分、気温のグローバルな総観測定
- ISAMS（大気測定用改良型機械的冷却式赤外サウンダー）-気温および大気成分濃度
- MLS（大気測定用マイクロ波リムサウンダー）-O3、O2の垂直分布、風測定、気圧推定
- HALOE（ハロゲン観測用太陽掩蔽式分光計）-成層圏気体種の濃度
- HRDI（風測定用走査型ファブリ・ペロー干渉計）-中間圏の風
- WINDII（風測定用走査型マイケルソン干渉計）-エネルギーのDopplerシフト、上層大気の風
- ACRIM-II（太陽常数測定用広帯域放射計）-全太陽放射照度

### 経過
- 1992.06　ISAMS 故障、運用停止
- 1993.04　MLS 183GHz チャンネル故障
- 1993.05　CLAES 運用停止
- 2001.09.26　強制的に運用停止（観測運用終了。その後2002年まで観測運用を再開）
- 2005.12.25　高度を下げた後、運用を終了

## 大気圏再突入
2005年12月15日に運用を終了する際に、軌道高度を約350×500kmにまで下げた。その後も徐々に高度が下がり、2011年9月24日に制御不能のまま大気圏再突入した。
衛星の落下地点は突入の直前まで絞り込むことができなかった。落下予測地域は北緯57度から南緯57度で、北はイギリスから南は南米の南端まで含まれていた。衛星の部品はほとんどが突入時に燃え尽きるが、科学者たちは26個の破片（計532kg）は燃え尽きずに落下すると想定し、NASAは1個の破片が誰か1人の人間に当たる可能性は3200分の1と予測した。また、特定の人間に当たる確率は21兆分の1と試算された。
9月27日、UARSは9月24日午前4時1分（グリニッジ標準時）に、南緯14.1度、西経170.2度の太平洋上で大気圏に突入したという調査結果が発表された。付近に陸地はなく、破片による被害はもとより確実な目撃証拠も報告されていない。